# Sinalunga
Sinalunga és un comune (municipi) de la província de Siena, a la regió italiana de la Toscana.

## Història
A part d'algunes troballes prehistòriques, les restes històriques més antigues es remunten al segle viii aC, quan Sinalunga era potser un poblat etrusc sota el control de Chiusi, amb algun temple al cim del pujol on es troba Sinalunga.
La ciutat actual va créixer al voltant del castell medieval anomenat "Castello delle Ripe", atraient gent al turó després de la retirada dels etruscs de la zona.Asinalonga s'esmenta per primera vegada al segle viii. La ciutat va estar posteriorment dins el regne dels Cacciaconti, que es van convertir en súbdits de la República de Siena el 1197.

## Llocs d'interès
- Palazzo Pretorio, construït entre 1337 i 1346. Va ser el centre del poder civil a la ciutat, tal com ho testifiquen els símbols del podestà i dels Mèdici a la façana.
- Collegiata di San Martino (segle xvi), construïda a partir de 1568 sobre l'antic castell. L'interior, amb planta de creu llatina, té obres de Benvenuto di Giovanni, Il Sodoma i Rutilio Manetti.
- Església de Santa Lucia (erigida el 1278), ara utilitzada com auditori.
- Església de Santa Croce (segle XV). Conté el Casament de la Mare de Déu, per Luca Signorelli.
- Església de San Pietro ad Mensulas, construïda al segle IV en un edifici romà preexistent, probablement l'estació principal de la Via Cassia.
- Església de Santa Maria delle Nevi.
- Església i Convent de San Bernardino.

## Ciutats agermanades
- Aÿ-Champagne, França